# مرد اجاره‌ای
مرد اجاره‌ای فیلمی به کارگردانی خسرو پرویزی و نویسندگی بهرام ری پور، جمال امید محصول سال ۱۳۵۱ است.

## خلاصه داستان

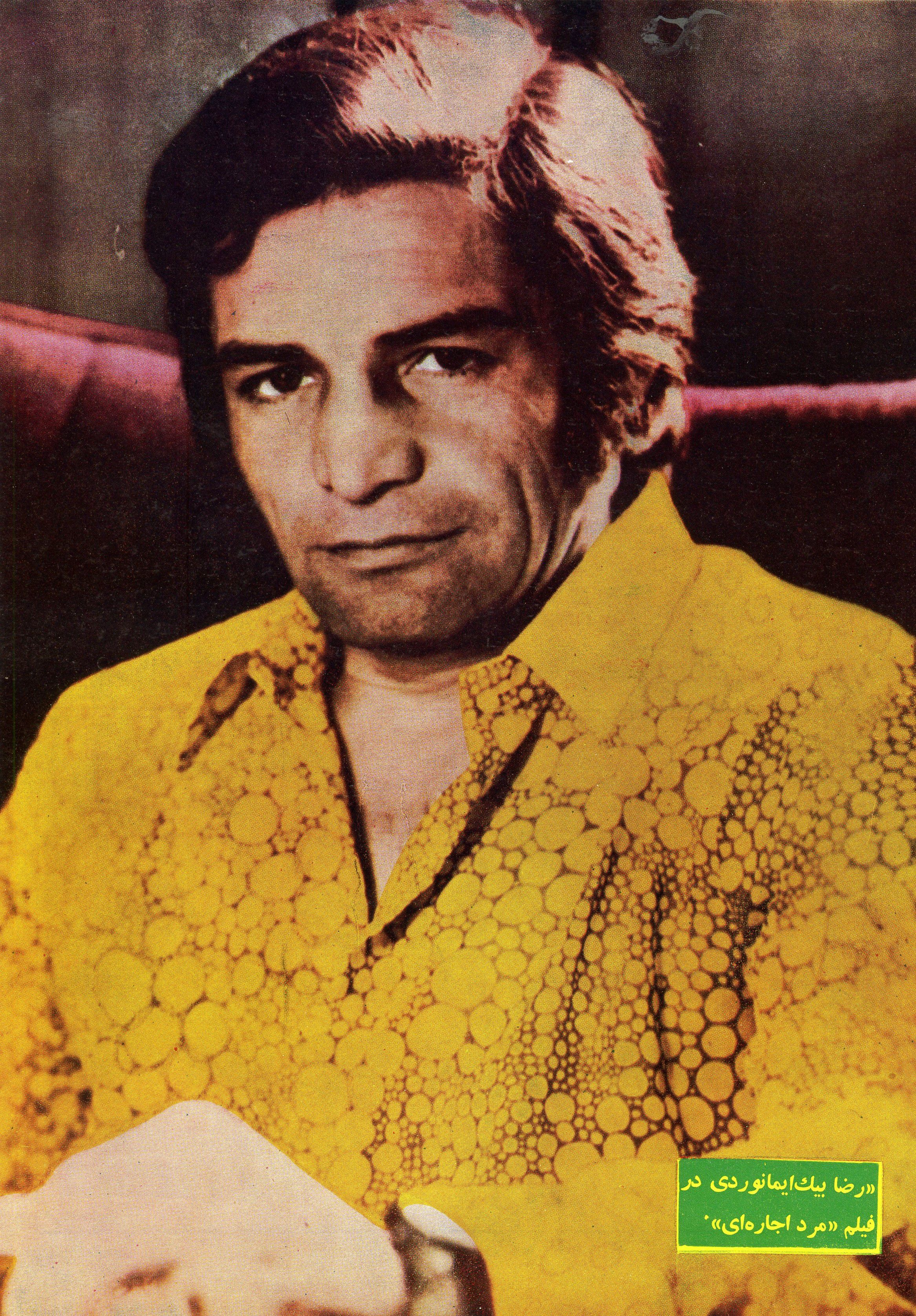
رضا بیک ایمانوردی در فیلم مرد اجاره‌ای

رضا (رضا بیک ایمانوردی)، که وقتش را به بازی بیلیارد و موتورسواری می‌گذراند، در یک درگیری خونین از دست مأموران پلیس می‌گریزد و به خانه‌ای پناه می‌برد...بعداز یک سری ماجرا قرارمیشود که به دختر آن خانه کمک کرده و درغیاب نامزد دختر نقش آن را بازی کند تا پدر بزرگ دختر که به گفته دکتر خانوادگی بزودی فوت میکند حالش بهبود پیدا کرده و ....در این میان اتفاقات دیگری میوفتد که جالب و دیدنی است .!!!

## بازیگران
- رضا بیک ایمانوردی
- مرجان
- فرخ ساجدی
- صادق بهرامی
- عباس ناظری نیک
- جهانگیر فروهر
- مهری مهرنیا
- فریدون ریاحی
- رفیع مددکار
- ذبیح‌الله ذبیح‌پور
- فرهاد اسفندیاری
- شهرزاد